# Monochaetoscinella nigripes
Monochaetoscinella nigripes är en tvåvingeart som beskrevs av Oswald Duda 1930. Monochaetoscinella nigripes ingår i släktet Monochaetoscinella och familjen fritflugor. Inga underarter finns listade i Catalogue of Life.